# ALLIAMA
Alliança Nacional do El Mayombe, ALLIAMA (Mayombes nationella allians) - motståndsrörelse mot den portugisiska ockupationsmakten i provinsen Cabinda på 1960-talet.
1963 gick man samman med två andra motståndsrörelser och bildade FLEC.
Mayombe är ett berg, på gränsen mellan Cabinda och Republiken Kongo, som avbildades på FLEC:s gula flagga.